# 1965 في بلغاريا
فيما يلي قوائم الأحداث التي وقعت خلال عام 1965 في بلغاريا.

## رياضة
- 18 يوليو – الدوري البلغاري الممتاز 1964-65 الفائز ليفسكي صوفيا.

## مواليد

### يناير
- 1 يناير – إيفان كراستيف
- 6 يناير – ميخائيل بتروف

### فبراير
- 1 فبراير – كيريل مهتكوف لاعب كرة قدم بلغاري.

### مارس
- 25 مارس – ستيفكا كوستادينوفا واثبة عالية بلغارية.

### يونيو
- 8 يونيو – راليتسا فاسيليفا صحفية بلغارية.

### يوليو
- 27 يوليو – تريفون إيفانوف لاعب كرة قدم بلغاري.

### أغسطس
- 23 أغسطس – إيليا ترويانوف كاتب ألماني.

## وفيات

### أبريل
- 1 أبريل – إيفان ديموف (مواليد 1897) ممثل بلغاري.